# Ingo Kratisch
Ingo Kratisch (* 13. Mai 1945 in Nejdek, Tschechoslowakei) ist ein deutscher Kameramann und Filmemacher.

## Leben
Nach dem Studium an der Deutschen Film- und Fernsehakademie Berlin von 1969 bis 1972 arbeitet Ingo Kratisch als Kameramann, Regisseur und Darsteller bei zahlreichen Produktionen unter anderem mit Hanns Zischler und Harun Farocki sowie Jutta Sartory zusammen. Er lebt in Berlin.

## Ausgewählte Filme
R = Regie, D = Darsteller, K = Kamera, B = Drehbuch, S = Schnitt, P = Produktion
- 1969: Kinder sind keine Rinder (K)
- 1971: Akkord (R, K)
- 1972: Die Wollands (R, B, K)
- 1973/1974: Lohn und Liebe (R, B, K)
- 1975: Familienglück (R, B, K)
- 1976: Die Tannerhütte (R, K)
- 1978: „Amerika“ vor Augen oder Kafka in 43 min. 30 sec. (K)
- 1978: Zwischen zwei Kriegen (K)
- 1978/1979: Letzte Liebe (K)
- 1979/1980: Henry Angst (R, B, S, P)
- 1980: Der Souffleur (D)
- 1980–1982: Etwas wird sichtbar (K)
- 1980/1981: Die Beleidigung Americas im Winter 1977/78 (R)
- 1981/1982: Gedächtnis. Ein Film für Curt Bois und Bernhard Minetti (K)
- 1981/1982: Logik des Gefühls (R, S, P)
- 1982: Alptraum als Lebenslauf – Das Zeugnis der Georgia T. (K)
- 1983: Diesseits und jenseits (R, B)
- 1983: Ein Bild (K)
- 1983: Jean-Marie Straub und Danièle Huillet bei der Arbeit an einem Film nach Franz Kafkas Romanfragment "Amerika" (K)
- 1984: En Passant (K)
- 1984/1985: Die Steine (R, P)
- 1985–1988: O logischer Garten (R, P)
- 1986: Wie man sieht (K)
- 1988: Bilder der Welt und Inschrift des Krieges (K)
- 1989: Die verlorenen Schritte? Aber das gibt es nicht. Eine filmische Lektüre der Erzählung "Nadja" von André Breton (K)
- 1990: Auf der Suche nach Herrn Moses (K)
- 1991: Das Gleiche wollen und das Gleiche nicht wollen (R, P)
- 1991: Was ist los? (K)
- 1995: Schnittstellen (K)
- 1996: Der Auftritt (K)
- 1997: Amor Fati. Liebe zum Schicksal (K)
- 1997: Stilleben (K)
- 2000: Gefängnisbilder (K)
- 2001: Auge/Maschine (K)
- 2003: Erkennen und Verfolgen (K)
- 2003: Chicago, die Nacht (K)
- 2004: Nicht ohne Risiko (K)
- 2007: Übertragung (K)
- 2009: Zum Vergleich (K)
- 2010: Ernste Spiele I–IV (K)
- 2017: Die Sonneninsel (K)